# Монтагју Роудс Џејмс
Монтагју Роудс Џејмс (енгл. Montague Rhodes James; Гуднестоун, 1. август 1862 — Итон, 12. јун 1936) био је енглески медијавелиста, проучавалац и писац, који је био на функцији провоста Кингс колеџа у Кембриџу (1905–1918) и Итон колеџа (1918–1936), као и као проректор Универзитета у Кембриџу (1913–1915). Џејмсова научна дела су и даље веома цењена, али је најпознатији по својим причама о духовима, које многи критичари и писци сматрају најбољима на енглеском језику и веома утицајнима на савремени хорор.
Џејмс је у почетку читао своје приче пријатељима и одабраним ученицима на Итону и Кембриџу током божићних забава, а широј јавности постао је познат када су његове приче објављене у збиркама Приче о духовима једног антиквара (1904), Још прича о духовима једног антиквара (1911), Мршави дух (1919), Опомена за радознале и друге приче о духовима (1925), и у тврдокориченом омнибусу Сабране приче о духовима М. Р. Џејмса (1931). Џејмс је објавио још три приче пре своје смрти 1936. године, а седам дотад необјављених или недовршених прича појавило се у збирци Вештица из Фенстантона и друге приче: М. Р. Џејмс о духовима и учењацима (1999), које су све укључене у касније збирке.
Џејмс је редефинисао причу о духовима за нови век напуштајући многе формалне готичке клишее својих претходника и остао је упамћен по свом реализму и сувом хумору који приземљују приче и стварају контраст са натприродним елементима. Познат је као творац „антикварне приче о духовима” и „отац народног хорора” због начина на који су његови заплети и ликови произашли из његових научних интересовања за древни фолклор и руралне пејзаже Источне Англије. Ова асоцијација је настављена и у 21. веку захваљујући многобројним адаптацијама његових прича, због чега је, према критичару Џону Диру, постао „писац коме увек прилазе ради народног хорора”.